# Municipio de Spring Creek (condado de Maries)
El municipio de Spring Creek (en inglés: Spring Creek Township) es un municipio ubicado en el condado de Maries en el estado estadounidense de Misuri. En el año 2010 tenía una población de 394 habitantes y una densidad poblacional de 4,33 personas por km².

## Geografía
El municipio de Spring Creek se encuentra ubicado en las coordenadas 38°6′17″N 91°50′59″O / 38.10472, -91.84972. Según la Oficina del Censo de los Estados Unidos, el municipio tiene una superficie total de 91.03 km², de la cual 90,2 km² corresponden a tierra firme y (0,91 %) 0,83 km² es agua.

## Demografía
Según el censo de 2010, había 394 personas residiendo en el municipio de Spring Creek. La densidad de población era de 4,33 hab./km². De los 394 habitantes, el municipio de Spring Creek estaba compuesto por el 97,46 % blancos, el 1,52 % eran amerindios, el 0,25 % eran de otras razas y el 0,76 % eran de una mezcla de razas. Del total de la población el 0,25 % eran hispanos o latinos de cualquier raza.